# SN 2003lw
SN 2003lw – supernowa typu Ic odkryta 15 grudnia 2003 roku w galaktyce A080230-3951. Jej maksymalna jasność wynosiła 20,23m.